# Peu de lleó
|  | Aquest article tracta sobre la Alchemilla vulgaris. Vegeu-ne altres significats a «peu de lleó (desambiguació)». |

El peu de lleó, herba botera o pota de lleó (Alchemilla vulgaris) és una planta herbàcia que pertany a la família de les rosàcies; el gènere Alchemilla és natiu d'Europa però actualment també es troba a l'Àsia septentrional, Grenlàndia i a la part oriental d'Amèrica del Nord. A Catalunya Alchemilla vulgaris es troba als Pirineus centrals i destaca per la seva presència al Pallars Sobirà.

## Etimologia
El terme Alchemilla prové de l'àrab Alchemelick que significa alquímia, altres autors, en canvi, afirmen que deriva del mot Alkemelych que té el seu origen en les magnífiques capacitats curatives d'aquesta espécie. Alchemilla Vulgaris presenta un sinònim: Alchemilla xanthochlora Rothm.

## Morfologia
La forma vital de Raunkjaer del peu de lleó és Hemicryptophyta scaposa, és a dir, planta amb gemmes persistents arran de terra i tija més o menys erecta i foliosa que renova la part aèria cada any.
Alchemilla vulgaris és una planta herbàcia amb cicle vital vivaç (això vol dir que tenen la part aèria anual i òrgans subterranis pluriennals a partir dels quals cada any s'originen nous brots aeris). Aquesta planta mesura d'alçada entre 5 i 60 cm encara que aquestes dades poden variar segons la subespècie considerada.
Com a dicotiledònia que és, la rel que té és axonomorfa, i es troba en el rizoma subterrani que té la planta.
La tija és epigea i, per tant, es desenvolupa a l'aire, i en concret és de tipus erecta o ascendent, que creix de forma vertical. També presenta tija hipogea en forma de rizoma llenyós.

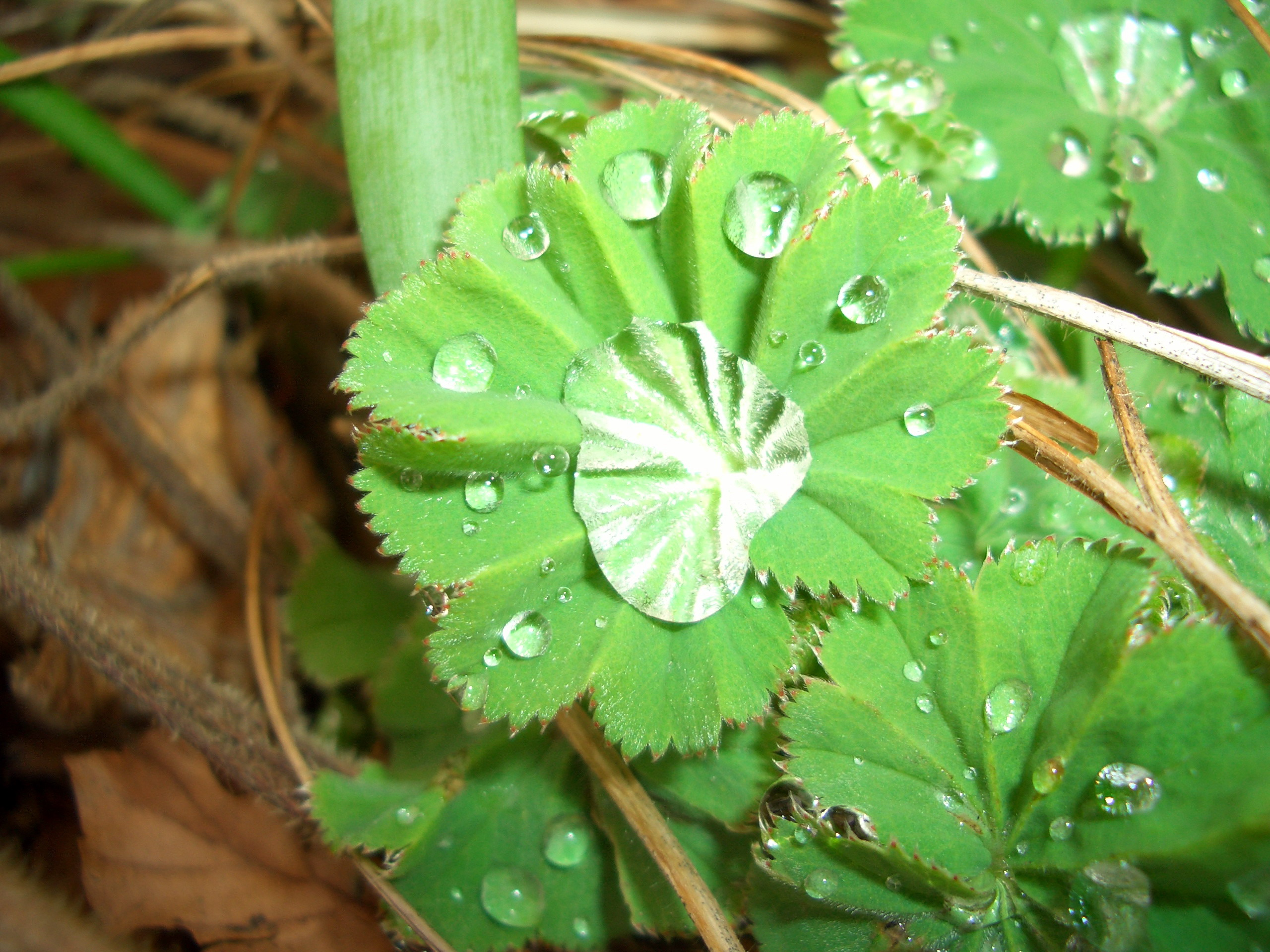
Gotes de pluja platejades en una fulla del peu de lleó

 La forma de les fulles dAlchemilla vulgaris és rodona i palmada; i es componen de 7 a 11 lòbuls disposats al llarg del nervi central. Aquests lòbuls atenyen, com a màxim, la meitat de l'amplada del limbe. L'àpex de cada lòbul és obtús i la forma de la base cordada. El marge és de tipus dentat i la superfície és involuta. La nervadura present al peu de lleó és palmada.
Les fulles, que són verdes i glabrescents per ambdues cares, són mat i de textura coriàcia.
Si ens fixem en la disposició de les fulles aquestes són esparses.
L'aigua en forma de gotes de pluja no s'estén per la superfície de la fulla, sinó que roman en forma de gotes platejades, i per això els alquimistes medievals consideraven el peu de lleó una planta màgica.
L'indument que recobreix la superfície de la planta és glabrescent, és a dir, quasi glabre.

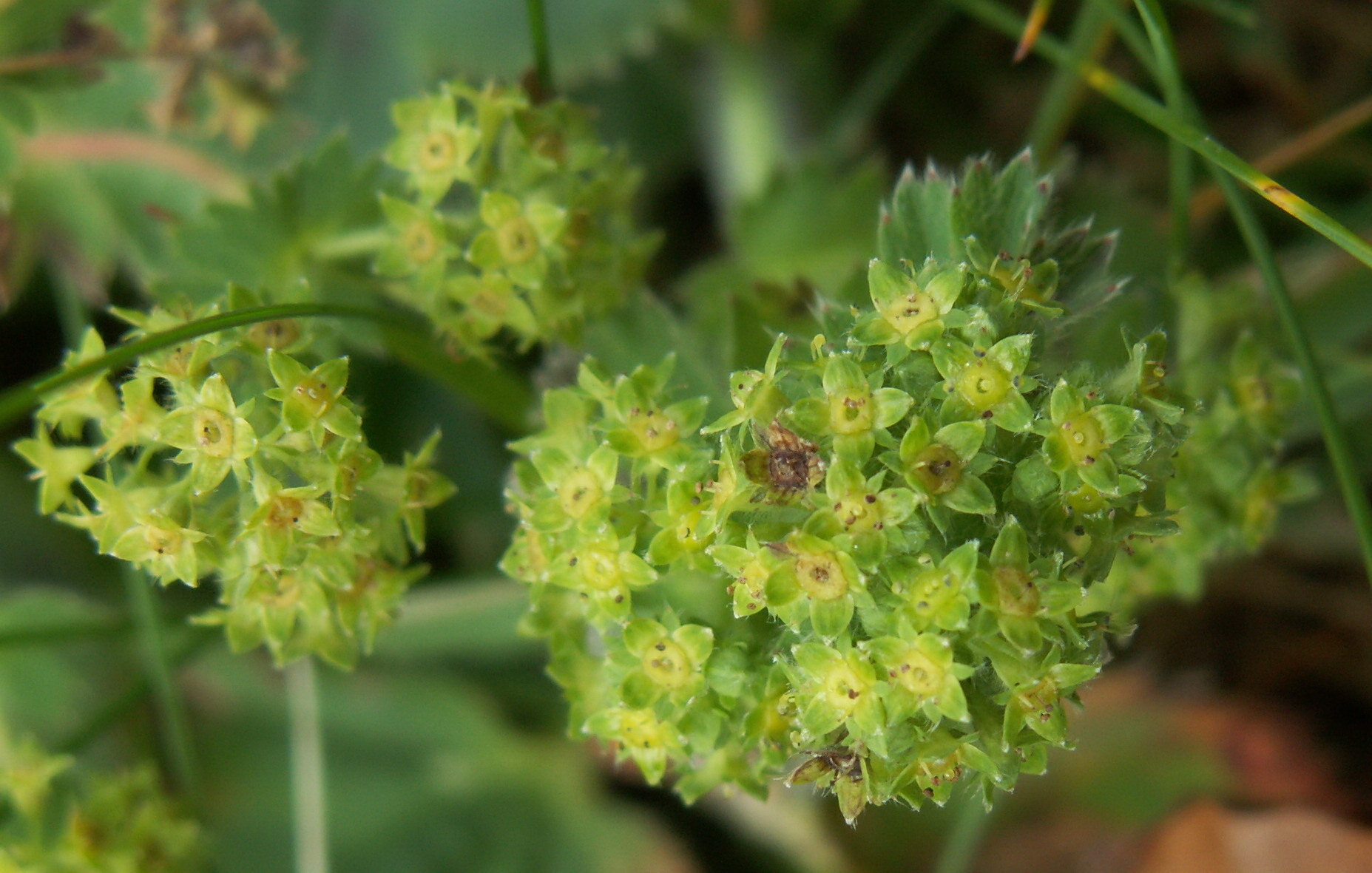
Les flors del peu de lleó s'agrupen en inflorescències anomenades panícules glomerulars

Com que les flors dAlchemilla vulgaris tenen androceu i gineceu alhora, són hermafrodites (també anomenades unisexuals) i això vol dir que la planta és monoica. Les inflorescències que trobem al peu de lleó són compostes terminals amb flors petites agrupades en panícules glomerulars, és a dir, en un raïm de raïms condensat.
El periant és dialisèpal i es constitueix de quatre sèpals externs i quatre sèpals interns disposats de forma cíclica radiada o axonomorfa. Aquests sèpals donen a les flors de l'espècie tractada un color groguenc-verdós, ja que els pètals hi són absents.
Les flors dAlchemilla vulgaris són bastant petites, de fet només mesuren de 4 a 6 mm de diàmetre.
Els estams de l'androceu són quatre i es troben lliures uns respecte dels altres (no estan soldats entre ells). Els 4 estams del peu de lleó són opositisèpals respecte als 4 sèpals externs i alternisèpals respecte als quatre sèpals interns.
Com que els estams sobresurten, aquests són exserts.
Els carpels tanquen els primordis seminals constituint el pistil en el qual es troba l'ovari que és una cavitat tancada que es prolonga amunt en un bec anomenat estil el qual termina en un estigma, doncs bé, l'ovari és súper respecte a la resta de peces florals i en concret les flors són perígines.
Donat que el gineceu només té un carpel, parlem de gineceu monocarpel·lar.
Els fruits presents a Alchemilla vulgaris són simples perquè procedeixen d'un gineceu unicarpel·lar i es classifiquen com a fruits indehiscents secs. El fruit que trobem és un únic aqueni diminut que conté una sola llavor i que té el pericarp coriaci no soldat a la llavor.

## Farmacologia
Els principis actius es localitzen a la roseta de les fulles radicals. S'aprofita també la part superior dels talls florals. Aquests constitueixen una barreja de tanins i flavonoides. En menor proporció també s'hi troben presents olis essencials, àcid palmític, àcid esteàric i principis d'àcid salicílic.Fins fa poc temps es pensava que també contenia saponòcids, un tipus d'heteròsids, com a principis actius. Darrerament sembla que els últims estudis no ho han pogut verificar.
Els tanins són metabòlits secundaris de les plantes de tipus fenòlic. Etimològicament el terme deriva de l'anglès "tanning" que vol dir curtir, ja que en un principi s'utilitzaven per curtir els teixits per fer-los més resistents. En les plantes tenen una funció de defensa. Aquests metabòlits són difícils d'assimilar per part dels animals herbívors que els ingereixen, de manera que aquests solen evitar el contacte amb les plantes riques en aquests metabòlits.
Els flavonoides són metabòlits secundaris de les plantes. Etimològicament el terme prové del grec i vol dir groc. Els diversos tipus de flavonoides presenten la característica de contenir diversos grups fenol i ser solubles en aigua.
En l'esser humà milloren l'elasticitat de les venes, milloren la resistència capil·lar i regulen la circulació sanguínia. També presenten una activitat antiateroscleròtica.

### Usos medicinals
Les drogues es prescriuen per a ús intern i extern. En el primer cas l'administració dels principis actius és per via oral mitjançant infusions i en el segon s'administren via tòpica. També es poden preparar nebulitzadors.

### Usos etnomedicinals i populars
- A Romania s'han utilitzat les infusions de fulla de Alchemilla vulgaris per al tractament de diarrees persistents.
- A Polònia s'utilitza com a antiinflamatori, sedant, astringent i per combatre l'acne.
- Als Balcans s'ha utilitzat en rentats menstruals llargs i contra les diarrees.
- A la zona centre del continent europeu s'han utilitzat infusions dAlchemilla vulgaris per reforçar el múscul uterí a partir del tercer més d'embaràs.

### Accions farmacològiques / propietats
S'utilitza com a astringent estomacal en quadres diarreics. També s'utilitzen en casos de flebitis, hemorràgies, grips i refredats. La planta també alleuja les rampes, estimula la diüresi i serveix per tractar la dismenorrea i la leucorrea. Aquests usos farmacològics es deuen a l'àcid salísilic, als flavonoides i tanins que es troben presents en el tall foliat i a les fulles terrestres. Els tanins produeixen l'efecte astringent i bactericida. Els flavonoides que conté regulen la circulació sanguínia protegint les venes, vasoprotector, i augmenta la resistència capil·lar. L'àcid salicílic presenta unes propietats antipirrètiques i analgèsiques. Alchemilla també presenta unes propietats antiescleròtiques, ja que els seus extractes presenten acció protectora sobre la fracció LDL-colesterol. En l'àmbit extern destaca el seu caràcter cicatritzant fet pel qual es preparen i s'apliquen compreses de fulles fresques sobre les ferides i el seu efecte beneficiós sobre úlceres bucals. També s'utilitza per curar contusions, èczemes i infeccions furoncoloses. Darrerament s'ha utilitzat en el tractament de la diabetis mellitus. Els extractes d'Alquimila també es troben en alguns productes aprimants, ja que afavoreix els intercanvis.

### Ús alimentari
Les fulles molt joves poden afegir-se crues a amanides; si es volen consumir més, s'hauran de coure, tenint en compte la seva astringència, en dues aigües. Les fulles desenvolupades són massa coriàcies per al consum humà.
També es poden preparar infusions amb el peu de lleó, es vessa una cullerada en una tassa d'aigua bullent i es deixa reposar cinc minuts. Si són arrels, escorces o llavors l'habitual és bullir cinc minuts.

### Toxicitat
Cal vigilar el seu ús diurètic en malalts amb els següents problemes: hipertensió arterial, cardiopaties i insuficiència renal; en aquests casos només s'administrarà sota prescripció facultativa degut a la possibilitat de produir una descomposició tensional. En casos de gastritis i úlcera gastroduodenal també s'ha de vigilar-ne l'ús.
No és recomanable prescriure formes de dosificació oral a menors de dos anys ni a malalts en procés de deshabituació etílica, ja que s'ha de tenir present el contingut alcohòlic de la tintura i de l'extracte fluid.

## Curiositats
S'ha comprovat que el peu de lleó era una de les plantes predilectes dels savis alquimistes a causa de l'abundant rosada que recollien de les seves flors i fulles durant les nits de juny i juliol, fulles que estan plegades com un paraigües mig obert. La planta rep el seu nom científic dels alquimistes, per ser ells qui recollien pacientment aquella rosada i el líquid que exsudaven les seves fulles, substàncies molt apreciades i buscades pels aprenents d'alquimistes durant l'edat mitjana, sempre abans de l'albada.

## Galeria d'imatges

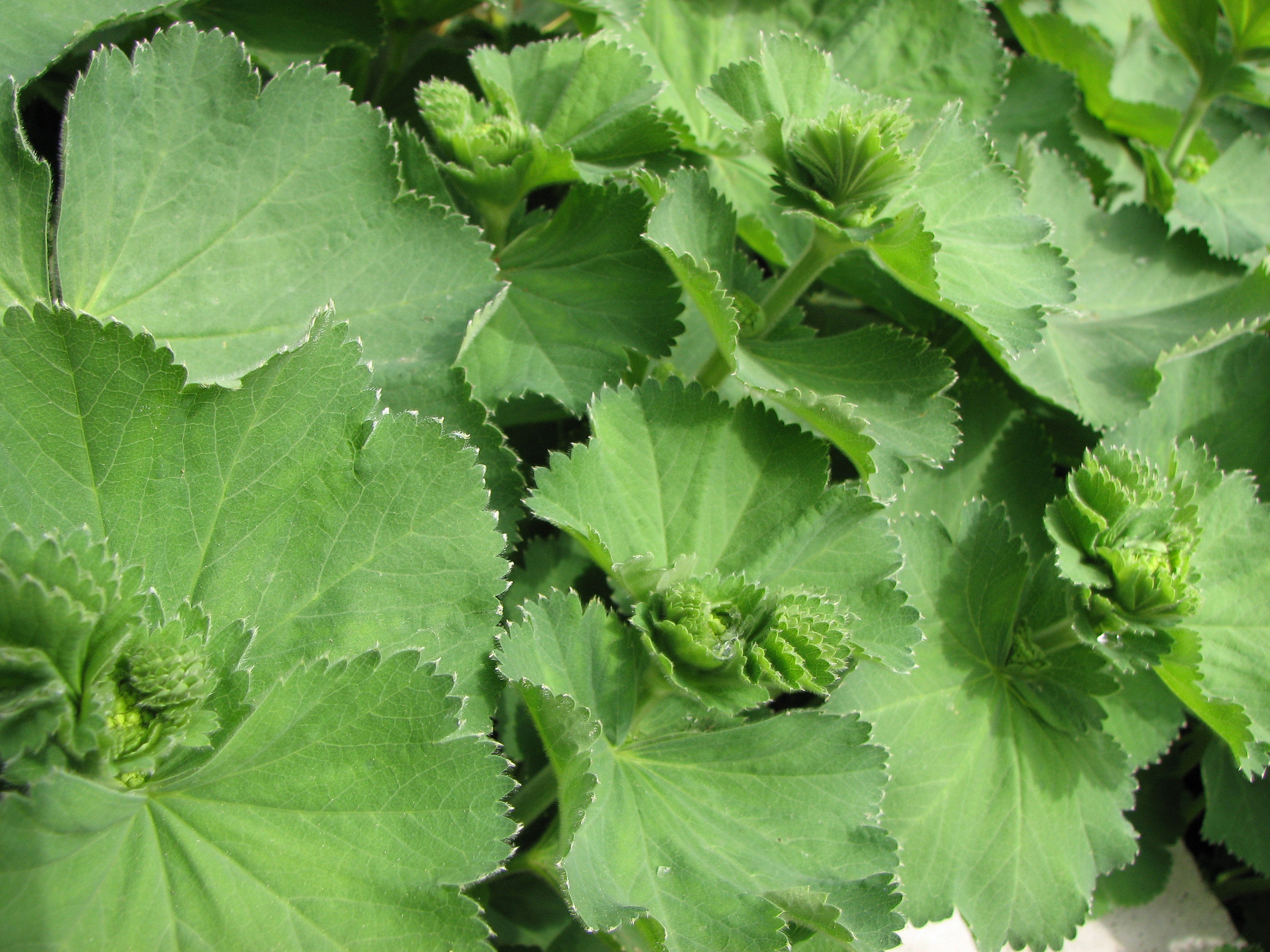
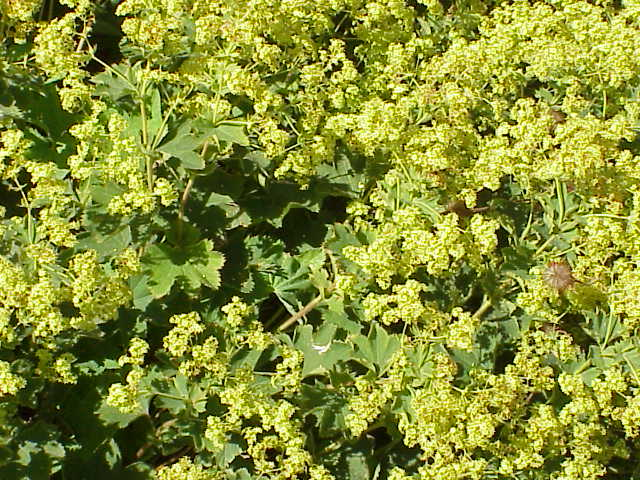
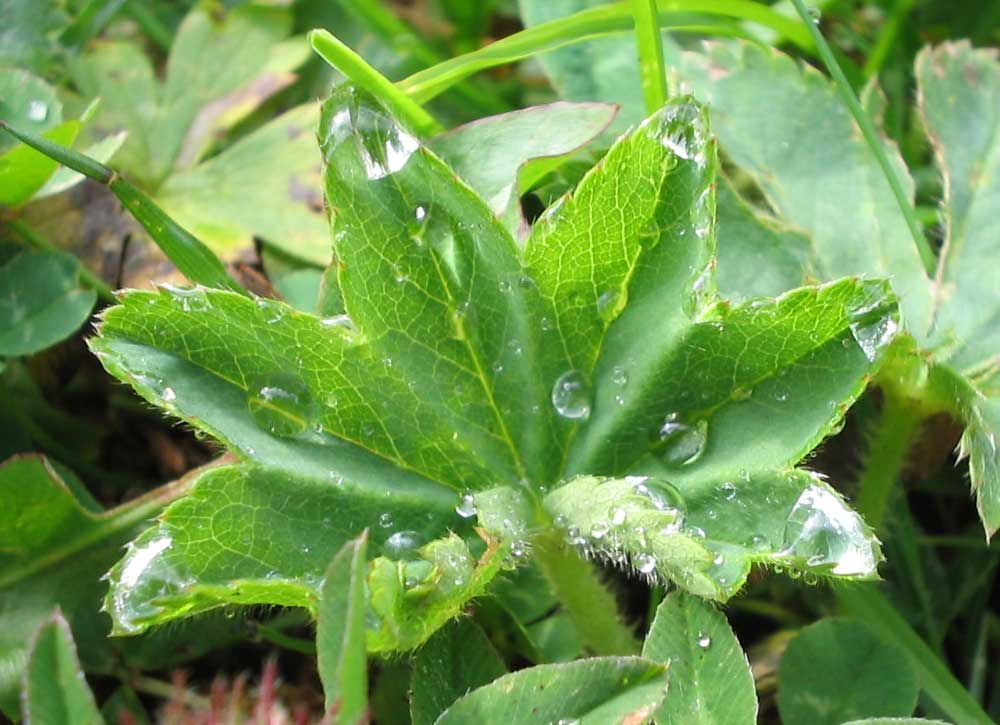
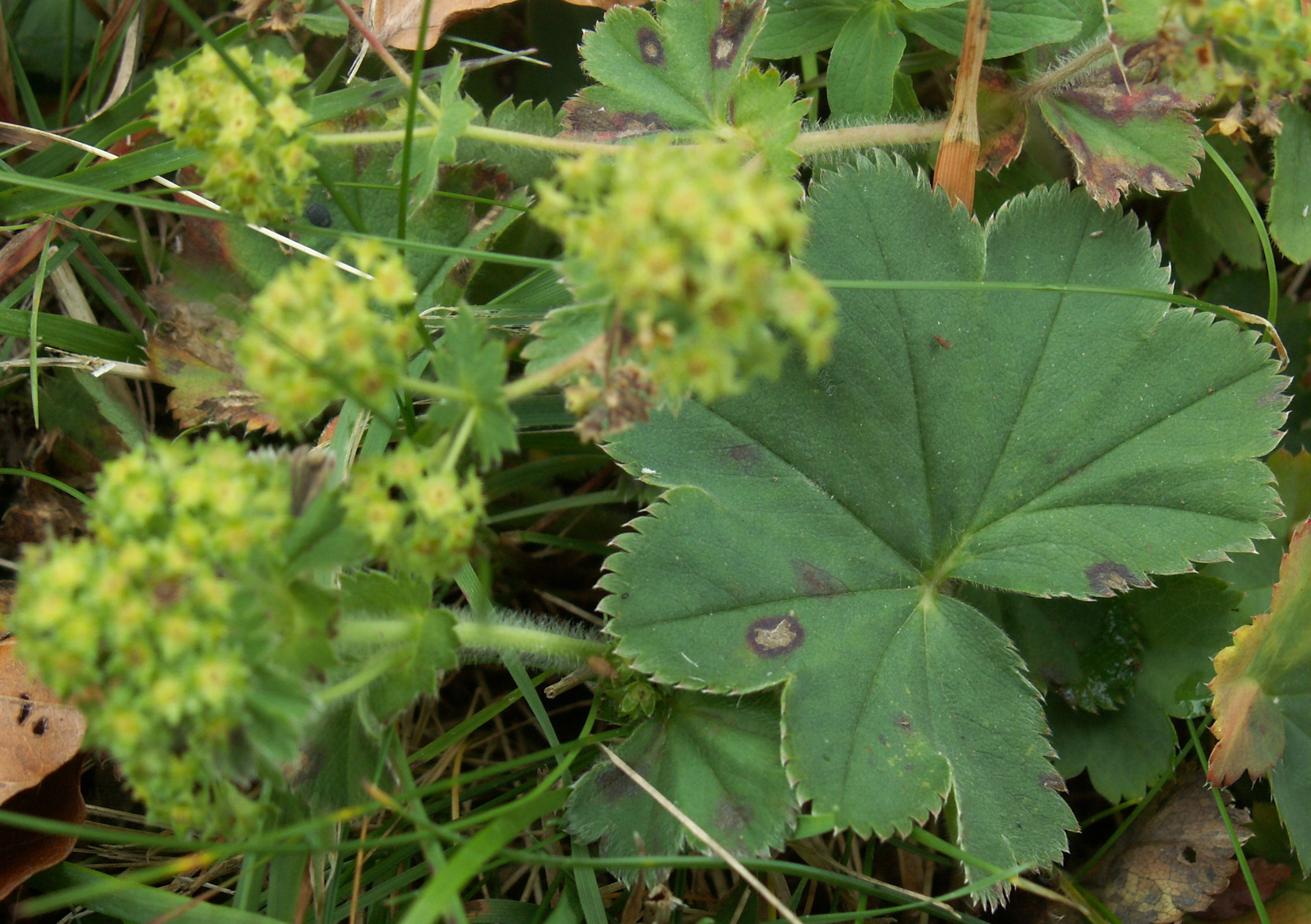
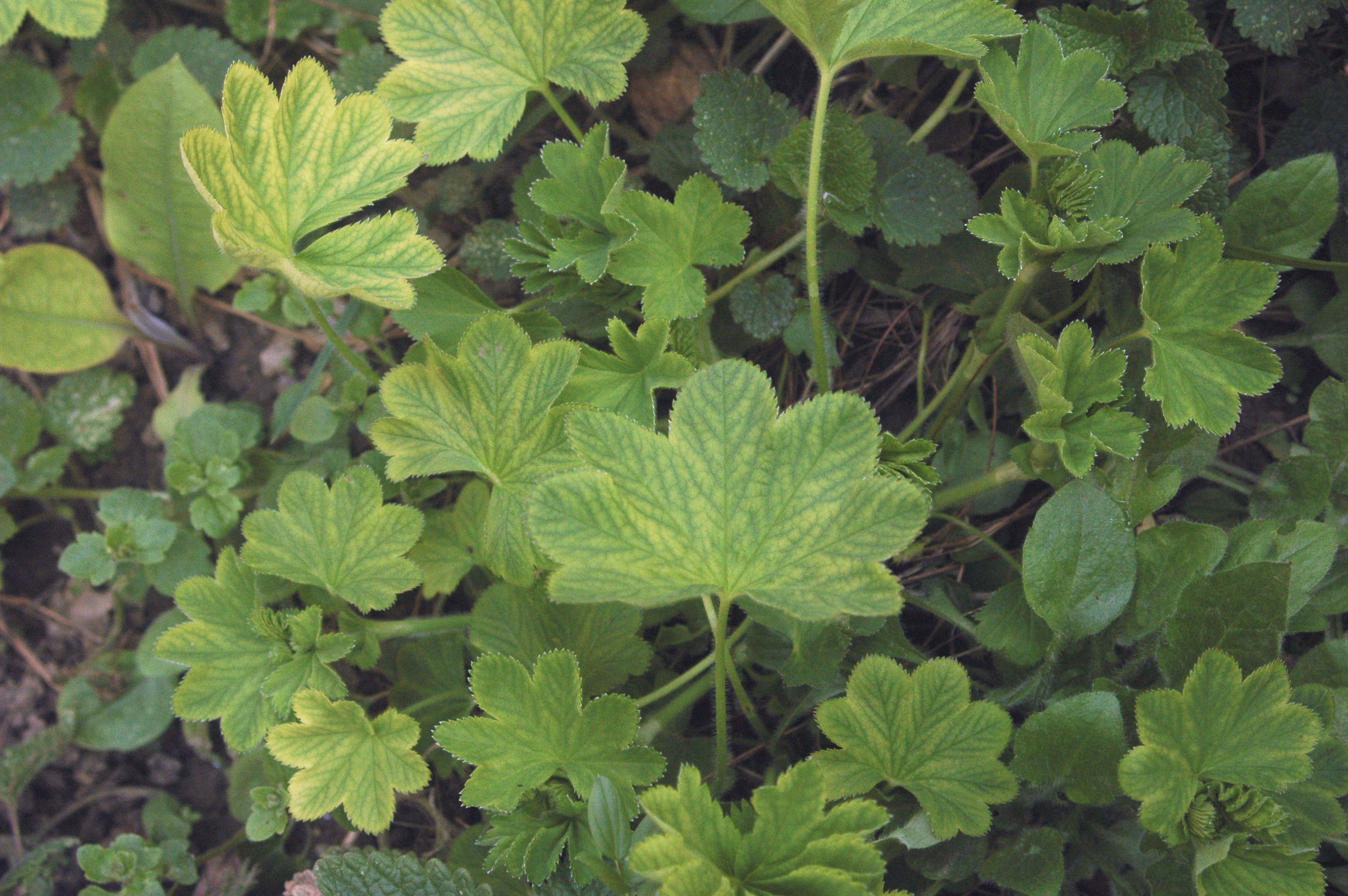
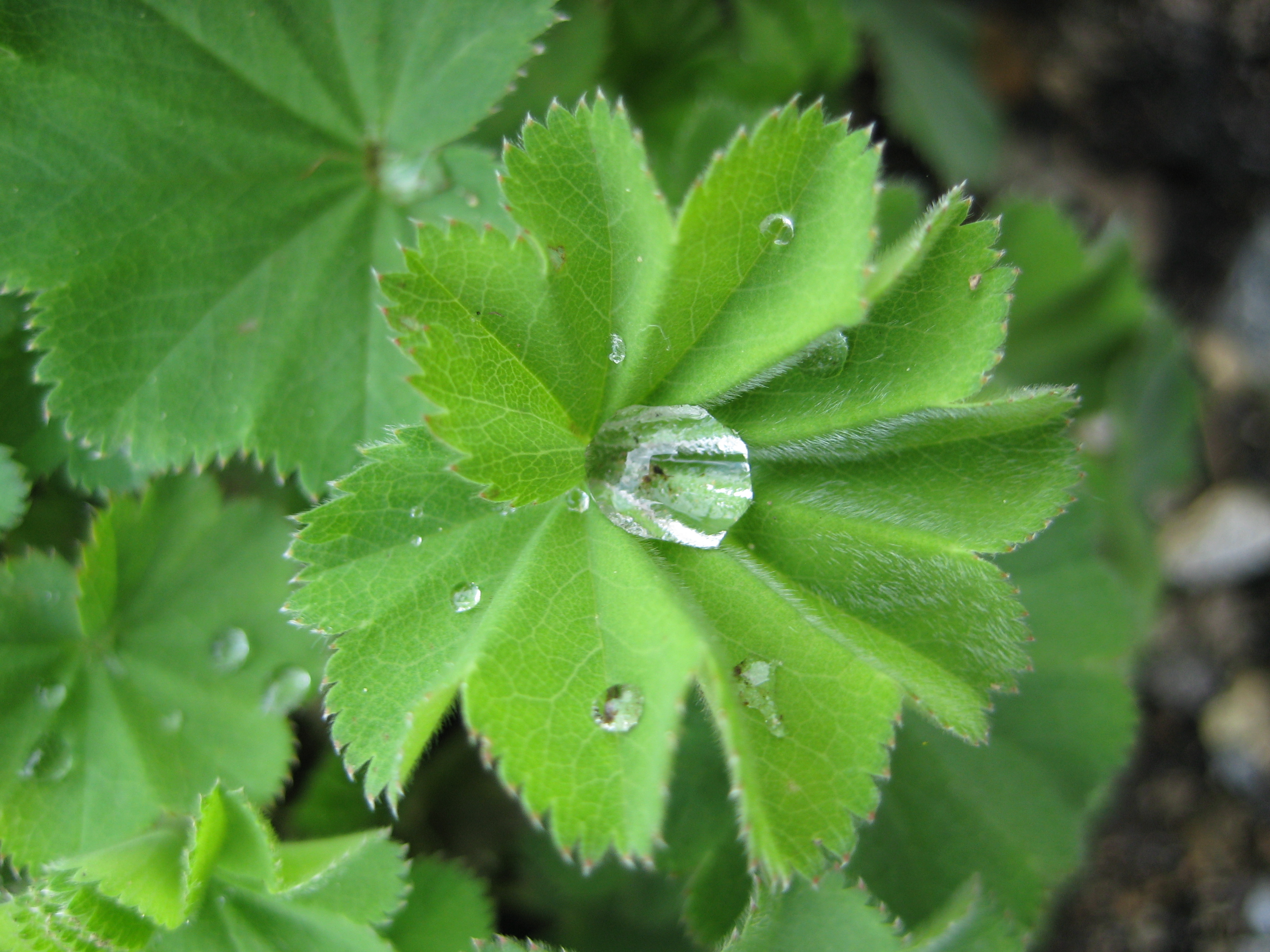
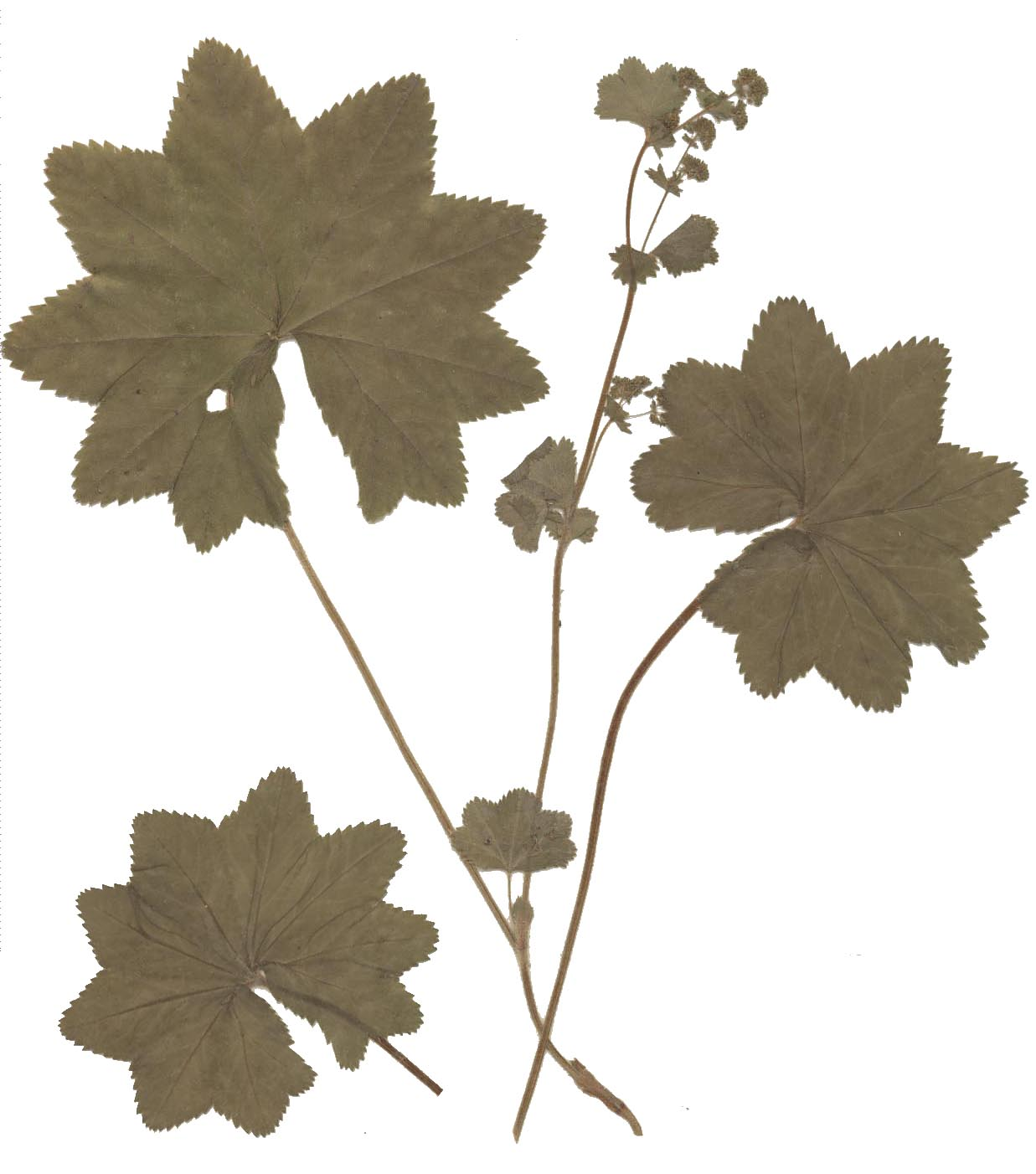
Alchemilla vulgaris s.str. (Plec d'herbari)